# Ernst Boekhorst
Ernst Boekhorst (3 maart 1968) is een Nederlands sportbestuurder en manager, die sinds september 2023 voorzitter is van de Bestuursraad van AFC Ajax.

## Carrière
Boekhorst heeft een uitgebreide achtergrond in management en sponsoring binnen de sportsector. Hij was ruim 16 jaar verantwoordelijk voor Brand, Sponsoring en Foundation bij ABN AMRO. Daarnaast vervulde hij management- en directierollen bij de Nederlandse Cricketbond en de Nederlandse Golf Federatie. Tevens was hij teammanager van het Nederlandse mannenhockeyteam dat goud won op de Olympische Spelen in Parijs.

## Voorzitterschap bij Ajax
In september 2023 werd Boekhorst benoemd tot voorzitter van de Bestuursraad van AFC Ajax, na verkiezing tijdens een Buitengewone Algemene Ledenvergadering. De Bestuursraad vertegenwoordigt de leden van Ajax en treedt op als grootaandeelhouder met 73 procent van de aandelen. Daarnaast is de raad verantwoordelijk voor de benoeming van de Raad van Commissarissen.
Boekhorst werd voorzitter in een roerige periode bij Ajax. In de eerste twee weken verlieten Sven Mislintat (technisch directeur) en Pier Eringa (RVC voorzitter) de club na onthullingen over slechte toezicht op transfers.
Boekhorst benoemde in 2024 een nieuwe RVC en nam in 2025 een koninklijke erepenning in ontvangst wegens Ajax zijn 125 jarig bestaan.

## Directeur-bestuurder bij Topsport Metropool
In februari 2025 werd Boekhorst benoemd tot directeur-bestuurder van Topsport Metropool, een van de vijf door NOC*NSF geaccrediteerde TeamNL-centra. In deze rol richt hij zich op het versterken van de samenwerking tussen topsportorganisaties, gemeenten, sportbonden en NOC*NSF in de Metropoolregio Rotterdam-Den Haag-Dordrecht.